# Raimon d'Arles

Carte historique du grand schisme d’Occident.
États reconnaissant le pape de Rome
États reconnaissant le pape d'Avignon
États ayant changé d'obédience durant le schisme

Raimon ( ? – 1390 ?), appelé aussi Raimond III ou Raimond IV
Archevêque d’Arles (1390) nommé par le pape de Rome Urbain VI à l'époque du Grand schisme d'Occident, en concurrence avec François de Conzié désigné par l'antipape Clément VII, pape d'Avignon. 

## Biographie
Bien que non mentionné sur les diptyques épiscopaux, ce prélat figure toutefois dans la GCN, sur le site du patrimoine de la ville d'Arles, sous le nom de Raimon III,  et dans l’Histoire générale de Provence de Jean-Pierre Papon. D’après ce dernier, Raimon qui apparaît dans une lettre de Boniface IX de mars 1390, est mentionné comme d'obédience de Rome. Il aurait été nommé par Urbain VI et n’aurait pas osé venir prendre possession de son archevêché. Il y aurait eu donc, en même-temps, deux archevêques  d'Arles, nommés par les deux concurrents à la tiare. D'après Charles-Louis Richard qui évoque lui aussi cette lettre du pape Boniface IX au cardinal Ange son légat à Avignon, Raimon, que cet auteur appelle Raimond IV, aurait été accusé d'une tentative d'assassinat contre Ladislas roi de Sicile, puis menacé d'être dégradé et remis au bras séculier. On ne sait si ces menaces ont été exécutées.

### Sources et bibliographie
- Jean-Pierre Papon  - Histoire générale de Provence - Paris, 1777-1786 - page 314 ici
- Charles-Louis Richard - Bibliothèque sacrée, ou Dictionnaire universel historique, dogmatique, canonique, géographique et chronologique des sciences ecclésiastiques – 1827 – page 73 ici
- Joseph Hyacinthe Albanés - Gallia christiana novissima, page 738 ici.
- « Le palais archiépiscopal d’Arles, page 8, consulté le 30 août 2008 »(Archive.org • Wikiwix • Archive.is • Google • Que faire ?)